# Vladímir Kornílov

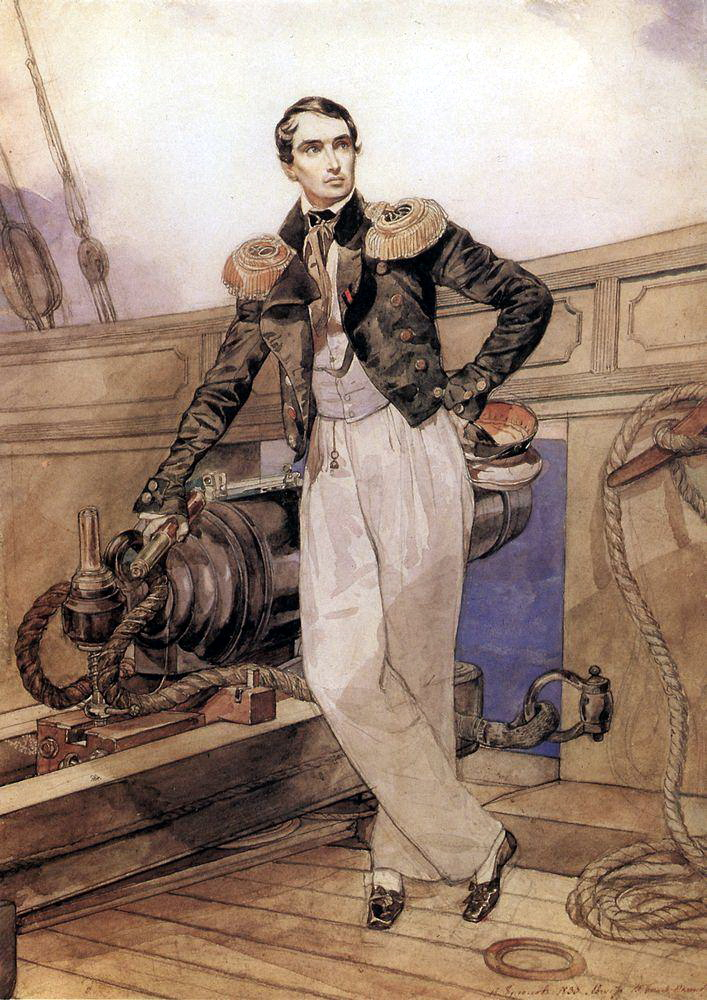
Retrat de Vladímir Kornílov per Karl Briul·lov a bord del bergantí Themistocles. 1835. Paper, aquarel·la, llapis, vernís. 40,4 x 28,9 сm. Museu Estatal de Rússia, Sant Petersburg, Rússia. El retrat de V.A. Kornílov, capità del bergantí Themistocles, va ser pintat durant una expedició a Grècia i Turquia. Atenes, 1835

Vladímir Alekséievitx Kornílov (rus: Влади́мир Алексе́евич Корни́лов) (1806 — 1854) fou un vice-almirall de la flota russa i heroi de la guerra de Crimea.
Kornilov va néixer a la finca de la seva família situada al districte de Staritsk, gubèrnia de Tver en 1806. El seu pare era governador d'Irkutsk. Kornílov va entrar al servei naval a 1823, i en 1827 va lluitar en la batalla de Navarino com a guardiamarina a bord del vaixell insígnia de la flota, l'Azov
En 1841 es va convertir en el primer capità del cuirassat Dotze Apòstols, disciplinà la tripulació i va participar amb ell a la Revista de la Flota del Mar Negre (que tenia lloc cada set anys) davant el Gran Duc Konstantín Nikolàievitx. Va navegar a Londres en 1847 per comprar una nova fragata de vapor. En 1849 es va convertir en cap de l'Estat Major de la Flota del Mar Negre. Kornílov és en realitat el fundador de la flota de vapor de Rússia.
En 1853, amb la seva bandera hissada a bord de la fragata de vapor d'onze canons Vladímir (comandada pel tinent-comandant Grigori I. Butakov) es va encontrar amb un vaixell turc de dinou canons, el Pervaz-ı Bahrî, quan navegaven prop de Penderakli. Kornílov va donar l'ordre d'atacar a l'enemic i el Vladímir es va enfrontar al Pervaz-Bahri. La nau otomà no tenia arc ni artilleria de popa, així que cada vegada que havia d'utilitzar la seva artilleria de borda, Butakov maniobrava per rastellar la seva popa. Tenint en compte que la batalla estava durant massa temps, Kornílov va donar l'ordre d'accelerar l'enfonsament de l'enemic. El capità Butakov va ordenar accelerar la nau i es va acostar, al voltant de 100 metres, moment en què va disparar rondes pot de totes les seves armes secundàries. El Pervaz-Bahri havia sofert moltes baixes en la tercera hora de la llarga batalla i va arriar la seva bandera. El vaixell va ser transportat a Sebastòpol, on l'Armada russa el va confiscar i el va canviar de nom a Kornílov.

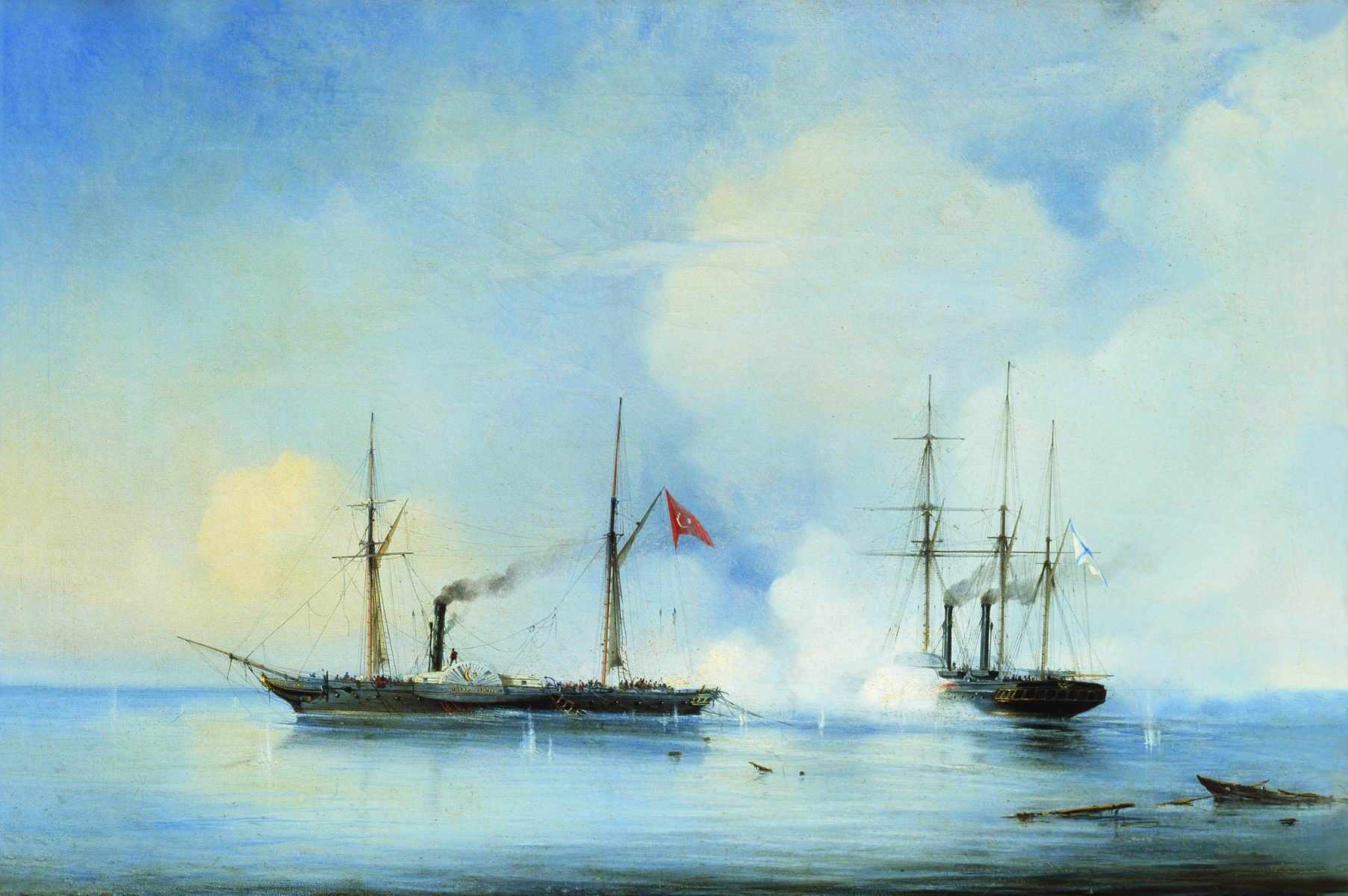
Acció entre fragata de vapor russa Vladímir i el vapor otomà-egipci Pervaz-i Bahri el 5 novembre 1853 - primer combat de la història entre dos vaixells de vapor, per Aleksei Bogoliúbov

Durant la guerra de Crimea, Kornílov va ser el responsable de la defensa de Sebastòpol. Fou abatut al començament del setge i va ser enterrat a la Cripta dels Almiralls.

## Condecoracions
- Orde de Sant Jordi
- Orde de Sant Vladimir
- Orde de Sant Estanislau (Imperi Rus)